# اشکوب ۱۰ کامبرین
| سامانه    | ردیف        | اشکوب       | میلیون سال پیش |
| --------- | ----------- | ----------- | -------------- |
| اردوویسین | زیرین       | ترمادوسین   | → پس از آن     |
| کامبرین   | فورونجین    | اشکوب دهم   | ۴۸۵,۴–۴۸۹٬۵    |
| کامبرین   | فورونجین    | ژیانگشانین  | ۴۸۹٬۵-۴۹۴      |
| کامبرین   | فورونجین    | پایبین      | ۴۹۴–۴۹۷        |
| کامبرین   | میائولینگین | گوژانگین    | ۴۹۷–۵۰۰٬۵      |
| کامبرین   | میائولینگین | درومین      | ۵۰۰٬۵-۵۰۴٬۵    |
| کامبرین   | میائولینگین | وولیوئن     | ۵۰۴٬۵–۵۰۹      |
| کامبرین   | ردیف دوم    | اشکوب چهارم | ۵۰۹–۵۱۴        |
| کامبرین   | ردیف دوم    | اشکوب سوم   | ۵۱۴-۵۲۱        |
| کامبرین   | ترنووین     | اشکوب دوم   | ۵۲۱-۵۲۹        |
| کامبرین   | ترنووین     | فورتونین    | ۵۲۹–۵۴۱٬۰      |
| ادیاکاران | ادیاکاران   | ادیاکاران   | → پیش از آن    |

اشکوب ۱۰ کامبرین (انگلیسی: Cambrian Stage 10) سومین و آخرین اشکوب‌ از ردیف فورونجین است که هنوز نام‌گذاری نشده است. اشکوب ۱۰ کامبرین بر روی اشکوب ژیانگشانین و در زیر اشکوب ترمادوسین قرار دارد. مرز زیرین و بالای آن را با سن سنجی رادیومتریک به ترتیب حدود ۴۸۹،۵ و ۴۸۵،۴ میلیون سال پیش برآورد کرده‌اند. مرز بالای این اشکوب با پیدایش قیف‌دندانان تعریف شده است.

## نام‌گذاری
با وجود عدم نام‌گذاری رسمی اشکوب ۱۰ کامبرین توسط کمیسیون بین‌المللی چینه‌شناسی، چندین نام‌های محلی برای این اشکوب به کار می‌رود. برخی از پژوهشگران نام "لاوسونین" (Lawsonian) را به‌کار می‌برند که از نام لاوسون کاو در کوه‌های واه واه یوتا گرفته شده است.